# Firmin, le muet de Saint-Pataclet
Pour plus de détails, voir Fiche technique et Distribution.
Firmin, le muet de Saint-Pataclet est un film français réalisé par Jacques Séverac, sorti en 1938.

## Synopsis
Firmin, revenu muet de la guerre de 14-18, n'a jamais mécontenté personne depuis vingt ans en matière de vie politique où les coups bas, jalousies et trahisons vont bon train dans son village provençal. Mais une explosion lui rend la parole...

## Fiche technique
- Titre : Firmin, le muet de Saint-Pataclet
- Autre titre : Firmin de Saint-Pataclet
- Réalisation : Jacques Séverac
- Scénario et dialogues : Lucien Giudice, d'après son roman
- Photographie : Marc Bujard et Tahar Hannache
- Montage : Juliette Courtez
- Musique : Jacques Belasco dit Jacques Dallin
- Chef d'orchestre : Ray Ventura
- Producteurs : Felix Beaujon, René Bianco
- Société de production :  Les Producteurs Provençaux Associés
- Société de distribution :  Astra Paris Films
- Pays de production :  France
- Format : Noir et blanc — 35 mm — 1,37:1 — Son : Mono
- Genre : Comédie dramatique
- Durée : 85 minutes (1 h 25)
- Dates de sortie : 
  - France : 7 septembre 1938

## Distribution
- Antonin Berval : Firmin
- Colette Darfeuil : Germaine
- Edouard Delmont : Toinet
- Marfa Dhervilly : Mme Plumet
- Georges Prieur : Gérard
- Rolla Norman : le capitaine Raynaud
- Jenny Hélia : la bonne de Germaine
- Georges Rollin